# Colider (tiểu vùng)
Colider là một tiểu vùng thuộc bang Mato Grosso, Brasil. Tiều vùng này có diện tích 42462 km², dân số năm 2007 là 129325 người.